# Operation Broadaxe
Die Operation Broadaxe war eine Täuschungs- und Ablenkungsoperation der US-Streitkräfte während des Pazifikkriegs im Zweiten Weltkrieg. Der Plan war dazu ausgelegt, die Japaner im Sommer 1945 davon zu überzeugen, dass die nächste große Offensive der Alliierten nicht die japanischen Heimatinseln treffen würde. 
Im Sommer 1945 näherten sich alliierte Streitkräfte den japanischen Heimatinseln. Die kostspielige Kampagnen auf Iwojima (→ Schlacht um Iwojima) und Okinawa (→ Schlacht um Okinawa) veranlassten die Planer der Alliierten, von etwa einer Million Opfer bei der Invasion in Japan auszugehen. Daher suchten sie dringend nach Möglichkeiten, die so hoch geschätzten Zahlen zu reduzieren. Bald darauf stand fest, dass dies nur durch eines möglich wäre: Täuschung.
Broadaxe war als Gesamtplan für die sogenannte „Pazifische Täuschung 1945“ ausgelegt. Der Plan sollte die Japaner davon abhalten Truppen auf ihre Heimatinseln zu verlegen und diese Truppen bereits auf den Heimatinseln einzusetzen, um Bedrohungen zu begegnen, die weit weg von der geplanten Olympic-Invasion der Kyūshū-Inseln lagen.
Die mittels Broadaxe verbreitete Legende war, dass es keine Invasion in Japan geben sollte, bis die Alliierten zusätzliche Stützpunkte erobert hatten, und dass die nächsten alliierten Ziele daher Formosa, die chinesische Küste, Thailand, Französisch-Indochina, Sumatra, die Inselgruppe der Kurilen und die Insel Hokkaidō im Norden der Heimatinseln, wo die Garnison nur die fünf Divisionen der 5. Regionalarmee unter Generalleutnant Higuchi Kiichirō umfasste, sein würden.

## Planungsphase
Der Plan wurde vom Joint War Plans Committee (JWPC) erstellt, das 1943 aus dem Joint Planning Staff hervorgegangen war und diesem unterstellt war. Der Joint Planning Staff wiederum war eine den Joint Chiefs of Staff unterstellte Personalabteilung. Anfang Juni 1945 bereiteten das JWPC und die Joint Security Control eine „Allgemeine Richtlinie für Täuschungsmassnahmen gegen Japan“ vor, die am 16. Juni von den Joint Chiefs of Staff verabschiedet wurde. Dieser Plan, später Broadaxe genannt, wurde dann an die Oberbefehlshaber der einzelnen Kampfräume geschickt, um die Täuschungsplanung zu begleiten. AFPAC und CINCPAC hatten jedoch inzwischen die Operation Pastel erarbeitet, ohne zu wissen, dass die JWPC-Direktive kommen würde.
| Joint Chiefs of Staff     | Joint Chiefs of Staff     | Joint Chiefs of Staff     | Joint Chiefs of Staff           | Joint Chiefs of Staff     | Joint Chiefs of Staff  |
| ------------------------- | ------------------------- | ------------------------- | ------------------------------- | ------------------------- | ---------------------- |
| Joint Planning Staff      | Joint Planning Staff      | Joint Planning Staff      | Joint Planning Staff            | Joint Planning Staff      | Joint Security Control |
| Joint War Plans Committee | Joint War Plans Committee | Joint War Plans Committee | Joint War Plans Committee       | Joint Logistics Committee |                        |
| Red Team (Pacific)        | Blue Team (Europe)        | White Team (Other)        | Rainbow Team (Interservice Air) |                           |                        |

Nachdem Broadaxe herausgegeben worden war, erkannten die beteiligten Parteien schnell, dass sich die Pläne gekreuzt hatten, und so wurde ein Treffen für den 27. Juni 1945 arrangiert, damit die Mitarbeiter der Kampfräume und die Führungsstäbe in Washington ihre Versionen abstimmen konnten. Planer von CINCPAC reisten nach Washington, um sich mit Joint Security Control zu treffen. Gemeinsam überarbeiteten sie den Pastel-Plan, um ihn an Broadaxe anzupassen.

## Inhalt der Operation Broadaxe
In Broadaxe war vorgesehen bei den Japanern den Eindruck zu erwecken, dass die Invasion des Heimatlandes auf unbestimmte Zeit verschoben würde. Stattdessen würden die Vereinigten Staaten versuchen, weitere Stützpunkte an der Peripherie des japanischen Heimatlandes zu besetzen, um die Seeblockade zu verschärfen und die Luftangriffe zu verstärken. Daher war vorgesehen:
- eine Invasion von Hokkaidō im Frühherbst 1945,
- ein fiktiver Angriff auf Formosa im Spätsommer 1945,
- Landungen in Französisch-Indochina im Herbst 1945,
- ein Angriff auf Sumatra aus Indien heraus im Spätherbst 1945,
- ein Vorstoß ins Gelbe Meer im Winter 1945/46, um Stützpunkte für Luft- und Binnenoperationen zu sichern.[1]

Da die eigentliche  Invasion im Rahmen der Operation Olymic am anderen Ende des Archipels auf der Insel Kyūshū stattfinden würde, sollten alle verfügbaren See- und Luftstreitkräfte der Japaner gegen alliierte See- und Luftangriffe auf den Heimatinseln eingesetzt werden, damit sie vor der Invasion zerstört werden könnten; und die Absichten der Alliierten in Bezug auf Operationen in Borneo, Malaya, China und der Kurilen-Inselgruppe von ihnen falsch interpretiert werden.
Die dazu verbreitete Legende wäre, dass den Alliierten klar geworden wäre, dass eine Invasion Japans sehr kostspielig sein würde und nicht unternommen werden könne, bis eine lange Zeit der Seeblockade und der Bombardierungen die Japaner auf den Heimatinseln ernsthaft geschwächt hätten, und dies den Krieg an sich wahrscheinlich nicht beenden würde, da die Japaner planten, sich auf das asiatische Festland zurückzuziehen und dort den Kampf fortzusetzen.
Also kommen die Alliierten zu dem Schluss, dass Japan vor einem Invasionsversuch umzingelt, zusätzliche schwere Bomberstützpunkte in der Nähe Japans geschaffen und die Inselgruppe der Aleuten für Operationen gegen Hokkaidō aufgestockt werden muss (→ Operation Wedk). Außerdem würden sie so früh wie möglich an der chinesischen Küste landen, um China im Krieg zu halten, und der politische Druck erforderte zudem die schnellstmögliche Befreiung britischer, französischer und niederländischer Gebiete.
Admiral Chester W. Nimitz und General Douglas MacArthur als Oberbefehlshaber der Streitkräfte der US-Marine und der US-Armee im pazifischen Raum, sollten im Rahmen dieses Plans dafür verantwortlich sein, die Bedrohung von Formosa und den Vorstoß in das Gelbe Meer zu leiten. Nimitz wäre in Zusammenarbeit mit dem Alaska Department für den fiktiven Aufbau in den Aleuten verantwortlich während MacArthur in Zusammenarbeit mit Admiral Lord Louis Mountbatten und Generalleutnant Albert C. Wedemeyer, den britischen und US-amerikanischen Kommandeuren in Südostasien und China, für die mögliche Landung in Indochina verantwortlich wären. In Zusammenarbeit mit Generalleutnant Daniel I. Sultan, dem US-Kommandeur des China Burma India Theater of Operations (CBI), sollte Mountbatten für den Angriff auf Sumatra verantwortlich zeichnen. Die scheinbare Beschleunigung der Lieferungen nach China fielen in den Zuständigkeitsbereich von Sultan, Wedemeyer und Mountbatten. Wedemeyer selbst wäre für die Intensivierung der Aktivitäten im Inneren Chinas verantwortlich, um japanische Streitkräfte abzulenken und das Indochina-Projekt zu unterstützen. Generalmajor Curtis E. LeMay würde mit den Bombern der 20. AAF aus den Marianen die Aktionen unterstützen, um die Täuschungen aufrechtzuerhalten.
Zwischen dem ursprünglich ausgearbeitetem Konzept und der endgültigen Entscheidung zur Ausführung der Operation Broadaxe hatte sieben Monate gelegen. Während dieser Zeit wurden eine Reihe anderer Operationen vorgeschlagen, teilweise ausgeführt und wieder verworfen, darunter Mike I, Bluebird, Husband, Bambino, Valentine, Stultify und Cloak. 
Im Ergebnis existierte Broadaxe nur zwei Monate bevor die Japaner kapitulierten, was niemand vorhersehen konnte.